# 1016 Anitra
Az 1016 Anitra (ideiglenes jelöléssel 1924 QG) a Naprendszer kisbolygóövében található aszteroida. Karl Wilhelm Reinmuth fedezte fel 1924. január 31-én, Heidelbergben.